# José Aparicio Albiñana
José Aparicio Albiñana (l'Alcúdia de Crespins, 1896 - Albacete, 16 de novembre de 1965) fou un periodista, escriptor i polític valencià, governador civil durant la Segona República Espanyola.

## Biografia
Era fill de l'industrial enguerino Federico Aparicio y de María Albiñana, d'Aialo de Malferit. La seua joventut va transcórrer en la ciutat d'Albacete, on va estudiar a l'Institut de Segon Ensenyament, del qual era director el seu oncle Francisco Albiñana Marín. Va contraure matrimoni amb l'albacetenya Carmen Domingo. Les seues grans passions van ser el periodisme, la tauromàquia i la política.
Milità inicialment en el Partit Liberal Fusionista (fracció de Santiago Alba Bonifaz), però durant la Dictadura de Primo de Rivera passà al Partit Republicà Radical. Fou director i propietari del diari La Voz Valenciana.
El 1921, als 25 anys, va ser elegit diputat provincial pel partit judicial d'Ontinyent-Enguera, rellevant el seu oncle José Albiñana Marín i, igual que aquest, va ser director de la Casa de la Beneficència. Va ser nomenat vicepresident de la Diputació de València, càrrec del qual va ser destituït en arribar la dictadura de Primo de Rivera. En contra de la Dictadura va estar set anys sofrint persecucions, denúncies i presó, experiències que va deixar escrites al seu diari La Voz Valenciana.
Entre desembre de 1933 i febrer de 1934 fou nomenat Governador civil de Jaén. Durant el seu mandat va rebre pressions de la dreta local perquè no s'apliquessin els acords vigents sobre les condicions de treball negociats pels Jurats Mixts. Per aquest motiu fou destituït el febrer de 1934 i destinat com a Governador civil d'Albacete, càrrec que va ocupar fins a desembre de 1935. El seu mandat va coincidir amb els fets revolucionaris d'octubre de 1934, especialment violents a Villarrobledo i Tarazona de la Mancha i fou criticat durament per les esquerres per dur a terme una labor de depuració als ajuntaments de la província sancionant a diversos alcaldes.
Durant els últims anys de la seua vida va ser col·laborador del diari Las Provincias. Quan va morir els seus companys el descrivien com un home de bé amb dos grans vocacions: l'advocacia i el periodisme, a més d'una gran passió per la justícia. En els darrers anys de la seva vida era magistrat suplent de l'Audiència Territorial d'Albacete.

## Obres
- ¿Para qué sirve un gobernador? Impresiones de un ciudadano que lo ha sido dos años de las provincias de Jaén y Albacete (1936).
- Con cristal de aumento (conferencia). Albacete, Club Taurino, 1950.
- Montero, Pedrés y las malas compañías. Albacete, Club Taurino, 1951.
- ¿Vuelve Pedrés a los toros? (conferencia). Albacete, La Voz de Albacete, 1960.
- De "El Cordobés" a "El Platanito" pasando por los dos Antonios, Bienvenida y Ordóñez : (conferencia dada en el Hogar Ganadero de Valencia el día 3 de Agosto de 1965). Albacete, La Voz de Albacete, 1965.